# DEFA 550

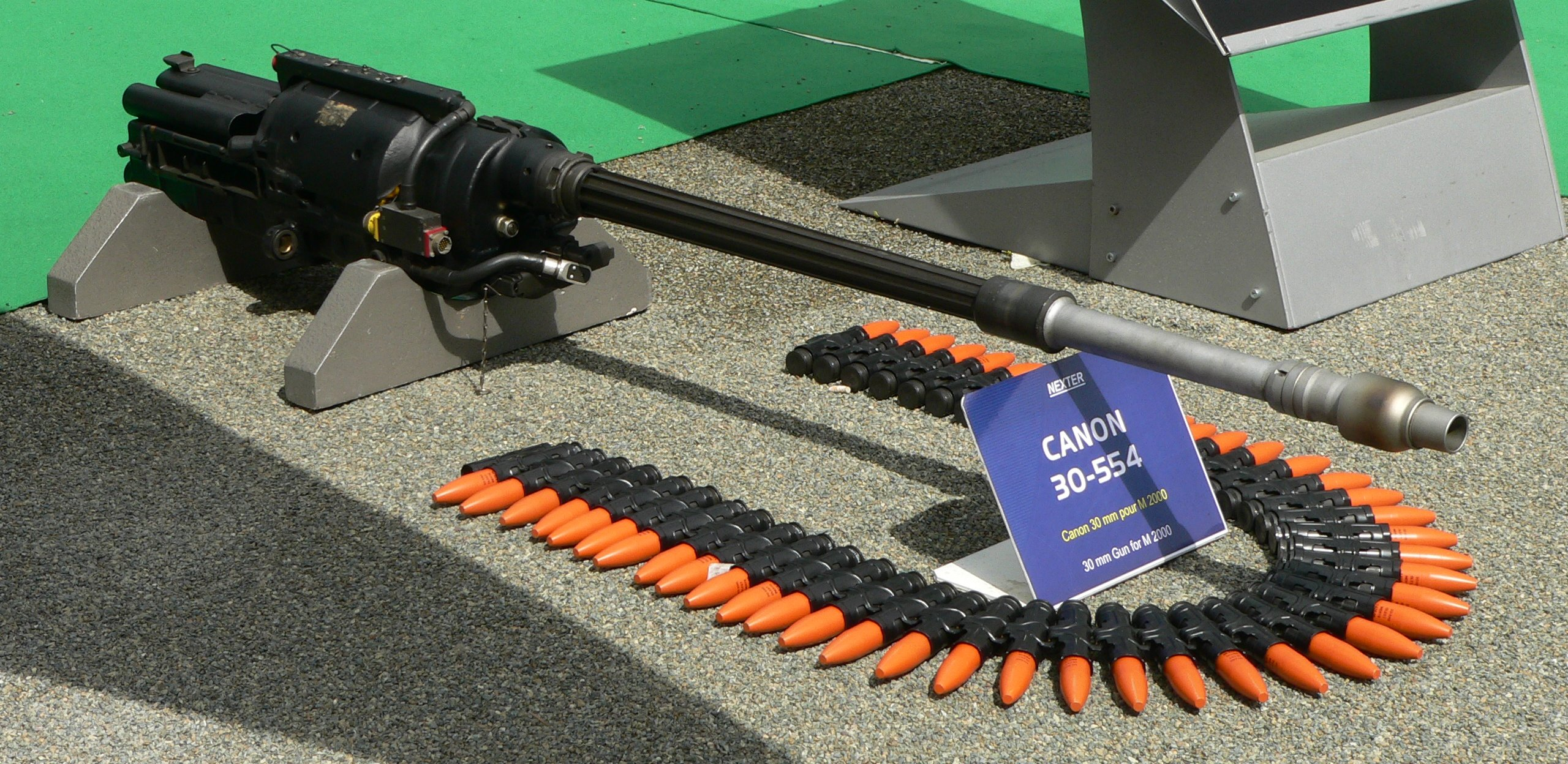
Il DEFA 554

Il Giat DEFA 30 M 550 (F2A/F2B/F3/F4) è una famiglia di cannoni automatici di tipo revolver francesi derivati, come l'Aden inglese, dal cannone sperimentale tedesco Mauser MG 213 sviluppato per la Luftwaffe durante la seconda guerra mondiale e mai entrato in produzione.

## Descrizione
Diffusissimo su molti aerei francesi e italiani, è stato prodotto in 3 principali versioni: M552A, M552B, M553 e M554.
Ha una munizione non molto potente per il suo calibro, come si evince dal bossolo di appena 113 mm, e per giunta dello stesso calibro del proiettile. La dotazione normale è di due armi e 250 colpi complessivi.
Versioni :
- DEFA 552 (Canon 30 M 550 F2A/F2B) : modello iniziale prodotto a partire dal 1954, equipaggia i Mirage III/5/50, gli Étendard IVM, i Super Étendard, i Jaguar francesi, gli MB-339K, i G-91/G-91Y, Nesher e i Kfir.
- DEFA 553 (Canon 30 M 550 F3) : prodotto a partire dal 1971, equipaggia i Mirage F1, i Jaguar francesi, gli Alpha Jet francesi, i CASA C-101 e i Pucara
- DEFA 554 (Canon 30 M 550 F4) : equipaggia i Mirage 2000 e gli AMX brasiliani

Caratteristiche del Canon 30 M 550 F4:
- Massa: 87 kg
- Sforzo di rinculo: da 1.200 a 3.000 daN
- Cadenza di tiro: 1.800 colpi al minuto
- Modalità di tiro: raffiche limitate o libere
- Munizioni: 30 mm × 113B DEFA (calibro/lunghezza bossolo)
- Velocità iniziale: 810 m/s
- Dimensioni: 2 073 × 293 × 251 mm (L × l × h)